# Forteresse de Hutovo
La forteresse de Hutovo se trouve en Bosnie-Herzégovine, sur le territoire du village de Hutovo et dans la municipalité de Neum. Elle est inscrite sur la liste des monuments nationaux de Bosnie-Herzégovine.

## Description

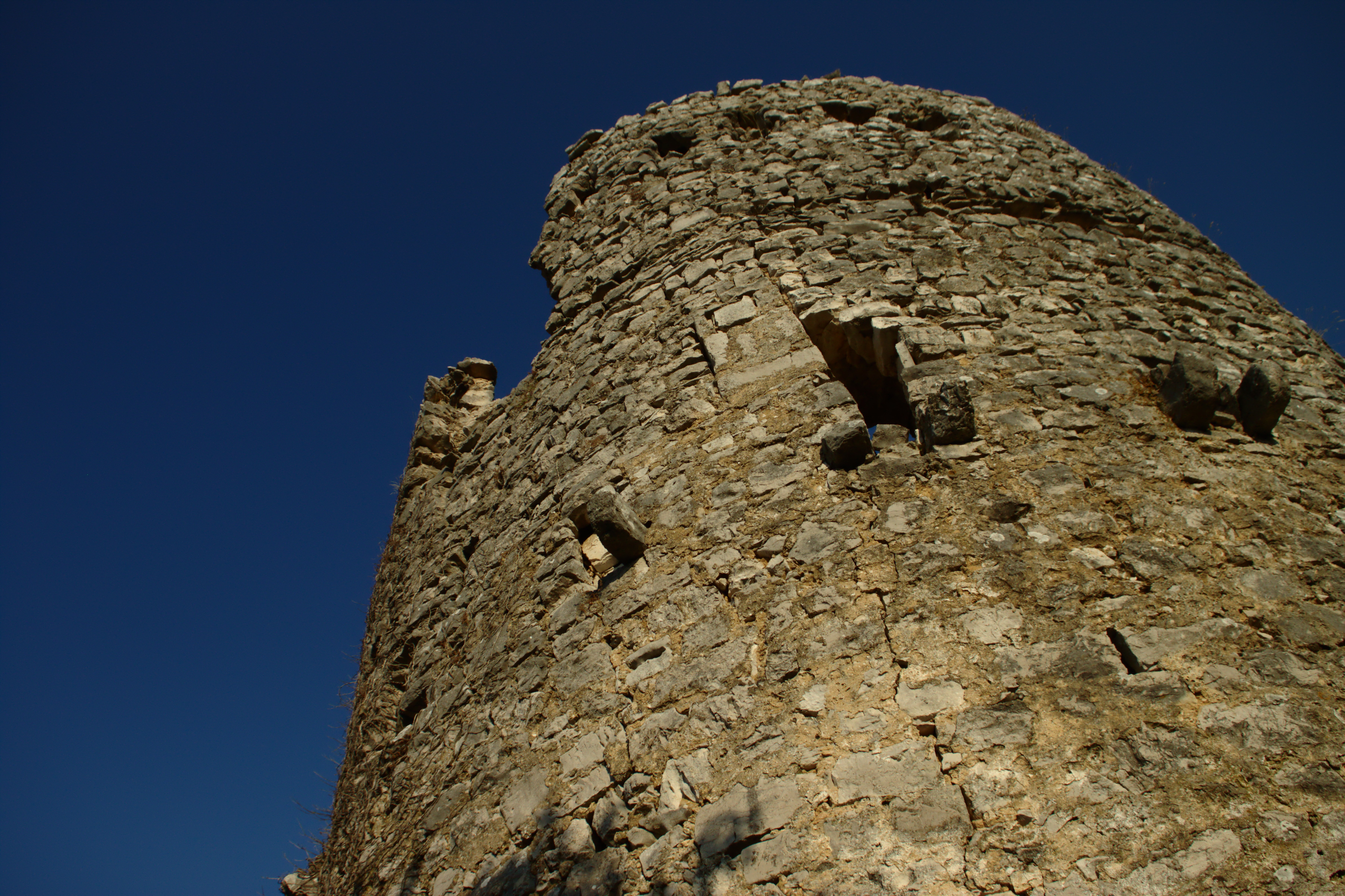
Autre vue de la forteresse